# Юніорська збірна Чехословаччини з хокею із шайбою
Юніорська збірна Чехословаччини з хокею із шайбою  — національна юніорська команда Чехословаччини до моменту її розпаду на Чехію та Словаччину 1 січня 1993 року, що представляла країну на міжнародних змаганнях з хокею із шайбою. Правонаступником стала збірна Чехії.

## Досягнення
- Чемпіон Європи (5 разів)  - 1968, 1979, 1988, 1991 та 1992 років.

## Результати

### Чемпіонат Європи до 18/19 років
| - 1967 — 4 місце - 1968 — 1 місце - 1969 — 3 місце - 1970 — 2 місце - 1971 — 3 місце - 1972 — 3 місце - 1973 — 3 місце - 1974 — 4 місце - 1975 — 2 місце - 1976 — 4 місце - 1977 — 2 місце - 1978 — 4 місце - 1979 — 1 місце | - 1980 — 2 місце - 1981 — 2 місце - 1982 — 2 місце - 1983 — 3 місце - 1984 — 2 місце - 1985 — 3 місце - 1986 — 3 місце - 1987 — 2 місце - 1988 — 1 місце - 1989 — 2 місце - 1990 — 3 місце - 1991 — 1 місце - 1992 — 1 місце |